# Anna Hedwig Benna
Anna Hedwig Benna (* 7. November 1921 in Würnitz; † 28. November 2015) war eine österreichische Archivarin und Historikerin.

Archivarin Anna Hedwig Benda beim Studieren einer Urkunde in ihrem Büro im Wiener Haus-, Hof- und Staatsarchiv

## Leben
Anna Hedwig Benna begann nach Ablegung der Matura 1939 ein Lehramtsstudium der Geschichte, Deutsch, Englisch und Philosophie an der Universität Wien. Im Jahr 1942 promovierte sie mit der Arbeit „Die Polizeihofstelle. Ein Beitrag zur Geschichte der österreichischen Zentralverwaltung“ zur Doktorin der Philosophie. Im gleichen Jahr wurde sie als außerordentliches Mitglied in das Institut für Österreichische Geschichtsforschung aufgenommen. Im Dezember 1943 absolvierte Benna die Lehramtsprüfung für Geschichte, Deutsch und Englisch mit gutem Erfolg. Den Lehrgang des Instituts schloss sie im Juni 1946 durch die mit „Sehr Gut“ absolvierte Staatsprüfung ab. Das Thema ihrer Hausarbeit bei Alfons Lhotsky war „Das Fronbuch von 1370“. Neben dem Studium am Institut für österreichische Geschichtsforschung arbeitete sie bereits seit Februar 1943 als Hilfskraft der Savigny Kommission der Österreichischen Akademie der Wissenschaften unter der Leitung von Hans Planitz  an der Ausgabe des Schwabenspiegels. Über dieser Edition lag allerdings ein schlechter Stern, Planitz und Benna hatten im Jahr 1952 ein druckfertiges Manuskript erstellt, mit dem Erscheinen der Edition im Laufes des Jahres 1954 wurde allgemein gerechnet, das Erscheinen war bereits angekündigt. Allerdings sollte es nicht dazu kommen, die Ausgabe wurde eingestampft. Das Scheitern dieser Edition stellt einen großen Einschnitt in der wissenschaftlichen Vita Bennas dar, die über Jahre viel Zeit und Engagement in diese Edition investiert hatte.
Das nach der Befreiung Österreichs 1945 neugegründete Österreichische Staatsarchiv bot, nachdem der Großteil seines Beamtenkörpers aufgrund seiner Mitgliedschaft in der NSDAP entlassen wurde, zahlreichen jungen Historikern gute Berufschancen. So bewarb sich auch die politisch unbelastete Benna im Jahr 1947 um eine Stelle. Mit 1. Februar 1948 trat sie in den Dienst des Österreichischen Staatsarchivs und wurde der Abteilung Haus-, Hof- und Staatsarchiv zugeteilt. Von Seiten des Archivs wurden ihre Arbeiten an der Edition des Schwabenspiegels dahingehend unterstützt, dass es ihr erlaubt war am Nachmittag immer 4 Stunden für die Edition zu arbeiten. Am 9. September 1949 erfolgte ihre Definitivstellung. Im Archiv betreute sie die Bestände „Staatskanzlei“, „Politisches Archiv“ und die „Handschriftensammlung“. Verdienste erwarb sie sich bei der Neuordnung des infolge der Auslagerungen während des Zweiten Weltkriegs völlig in Unordnung geratenen Bestandes „Informationsbuerau“, den sie in langwieriger Kleinarbeit so weit wie möglich wiederherstellte. Mit 1. Januar 1955 wurde Benna zum Staatsarchivar 1. Klasse ernannt, am 1. Juli 1965 erfolgte die Ernennung zum Oberstaatsarchivar. Benna wurde am 1. August 1978 zur Direktorin des Haus-, Hof- und Staatsarchivs bestellt. Am 1. Januar 1979 erfolgte die Ernennung zum Hofrat. Sie trat mit 31. Dezember 1986 in den Ruhestand.
Wissenschaftlich publizierte Benna nach dem Scheitern der Schwabenspiegeledition vor allem in den „Mitteilungen des Österreichischen Staatsarchivs“, verlor aber nie ihr Interesse an rechtshistorischen Themen, wie ihre Beiträge zum „Handwörterbuch der deutschen Rechtsgeschichte“ beweisen.

## Auszeichnungen
- Ritterkreuz des brasilianischen Ordens „Kreuz des Südens“ lt. Dekret vom 30. November 1960.
- Verleihung des Großen Ehrenzeichens für Verdienste um die Republik Österreich mit Entschließung des Bundespräsidenten vom 12. Februar 1987.

## Schriften
- Österreichs große Kaiserin. Aus Maria Theresias Denkschrift, Handschreiben und Entschließungen. Wien 1946.
- Iurisprudentia medii aevi: Eine Handschrift der deutschen Bearbeitung des Ordo „Antequam“. In: MÖStA Erg. 2/1/1949, S. 512–537.
- Staat und Staatenwelt im Mittelalter. In: Veröffentlichungen der Österreichischen Geschichtsvereine. 1/1951, S. 42–43.
- Herzog Albrecht V. von Österreich und die Wahl Leonhard Laymingers zum Bischof von Passau 1423. In: MÖStA 3/1950, S. 33–64.
- Zur kirchlichen Symbolik: Goldene Rose, Schwert und Hut. In: MÖStA 4/1951, S. 54–64.
- Der Kaiser und der König von Frankreich im Recht des späten Mittelalters. In: Zeitschrift für Rechtsgeschichte der Savigny-Stiftung, Germanist. Abt. 68/1951, S. 297–410.
- Preces primariae und Reichshofkanzlei (1559–1806). In: MÖStA 5/1952, S. 87–102.
- Organisation und Personalstand der Polizeihofstelle (1793–1848). In: MÖStA 6/1953, S. 197–239.
- Studien zum Kultusprotektorat Österreich–Ungarns in Albanien im Zeitalter des Imperialismus (1888–1918). In: MÖStA 7/1954, S. 13–46.
- Das Kaisertum Österreichs und die römische Liturgie. In: MÖStA 9/1956, S. 118–136.
- Ein römischer Königswahlplan Karls III. von Spanien (1708–1710). In: MÖStA 14/1961, S. 1–17.
- Wiener Recht in einer Sammelhandschrift des Stiftes Heiligenkreuz (NÖ). In: Zeitschrift für Rechtsgeschichte der Savigny–Stiftung, Germanist. Abt. 79/1962, S. 248–253.
- Geschichte Wiens im Spiegel der Zeitschriftenliteratur 1950–1960. In: Wiener Geschichtsblätter. 17/1962, S. 2–17, 51–58, 83–90.
- Eine Wiener Ratsliste und das Wiener Stadtecht von 1340. In: MÖStA 16/1963, S. 1–27.
- Doppelspionage im Türkenjahr 1683. In: MÖStA 17/18/1965, S. 1–23.
- Der Kronprinzenunterricht Josefs II. in der inneren Verfassung der Erbländer und die Wiener Zentralstellen. In: MÖStA 20/1967, S. 115–179.
- Geschichte Wiens im Spiegel der Zeitschriftenliteratur 1961–1966. In: Wiener Geschichtsblätter. 23/1968, S. 258–265, S. 301–308, S. 330–341; 24/1969, S. 407–414, S. 439–440.
- Alexander von Humboldt und Wien. Zum 200. Geburtstag des universalen Naturforschers. In: MÖStA 22/1969, S. 94–150.
- mit Joss, Johannes: Das Kaisergrab in St. Stephan: Kenotaph oder Grab Friedrichs III. ? Zu den Untersuchungen im März 1969. In: Wiener Geschichtsblätter. 24/1969, S. 493–502; 25/1970, S. 22–30, S. 43–51.
- Von der erzherzoglichen Durchlaucht zur kaiserlichen Hoheit. Eine Titelstudie. In: MÖStA 23/1970, S. 1–35.
- Österreichisches Staatsarchiv. In: Minerva Handbücher Archive im deutschsprachigen Raum. 2/1970, S. 1056–1082.
- Hut oder Krone ? Ein Beitrag zur Ikonographie des Erzherzogshutes. In: MÖStA 24/1971, S. 87–139.
- Die Stellung Wiens im Wandel der Geschichte Österreichs. In: Walter Jambor (Hrsg.): Der Anteil der Bundesländer an der Nationswerdung Österreichs. Wien, 1971, S. 274–306.
- Erzherzogshut und Kaiserkrone. Zu den „kaiserlichen und königlichen zierden, die einem herzogen von Österreich nicht angehoren“. In: MÖStA 25/1972, S. 317–333.
- Zur Situation von Religion und Kirche in Österreich in den Fünfzigerjahren des 18. Jahrhunderts- eine Denkschrift Bartensteins zum Kronprinzenunterricht Josef II. In: Festschrift für Franz Loidl. Wien, 1972, S. 193–224.
- Zum AEIOV Friedrichs III. Auslegungen aus dem 15. Jahrhundert. In: MÖStA 26/1973, S. 416–426.
- Zu den Kronen Friedrichs III. In: MÖStA 27/1974, S. 22–60.
- Fürstliche Heiligkeit im Lichte mittelalterlicher Herrschaftszeichen in Auftrag und Verwirklichung. In: Festschrift zum zweihundertjährigen Bestand der kirchenhistorischen Lehrkanzlei seit Auflösung des Jesuitenordens 1773. Wien, 1974, S. 39–67.
- Quellen zur Geschichte der Beziehungen Österreich–Ungarns zu Siam im Haus-, Hof- und Staatsarchivs. In: MÖStA 28/1975. S.
- Contemporary Austrian views of American independence. A documentary on the occasion of the Bicentennial. English translation Cheryl Benard Vienna Federal Press Service, Wien, 1976.
- Österreichs erste diplomatische Vertretung bei den Vereinigten Staaten von Amerika. In: MÖStA 29/1976, S. 215–240.
- Die Republik Österreich und Santa Maria de Anima in Rom (1918–1938). In: MÖStA 31/1978. S. 463–486.
- Jugend und Erziehung Josephs II. In: Österreich zur Zeit Josephs II. Ausstellungskatalog, Wien 1980, S. 31–34.
- Institut für Österreichkunde (Hrsg.): Aufstieg zur Großmacht in: Die Quellen der Geschichte Österreichs. Wien 1982, S. 133–177.
- Kaiser und Reich, Staat und Nation in der Geschichte Österreichs. Ein Versuch zur Klärung der Begriffe in Österreich von der Staatsidee zum Nationalbewusstsein. In: Pro Austria. Wien 1982, S. 377–393
- Haus-, Hof- und Staatsarchiv. In: Quellen zur Geschichte Afrikas, Asiens und Ozeaniens im Österreichischen Staatsarchiv. München, 1986, S. 3–178.
- Portugal auf dem Weg in die Republik in der Sicht des k.u.k. auswärtigen Dienstes. In: MÖStA 39/1986. S. 58–89.
- Abecedarien. In: Handwörterbuch zur deutschen Rechtsgeschichte. München, 1964, Sp. 5–6.
- Bilderhandschriften. In: Handwörterbuch zur deutschen Rechtsgeschichte. Sp. 422–424.
- Burchard von Worms. In: Handwörterbuch zur deutschen Rechtsgeschichte, Sp. 541–543.
- Deutschenspiegel. In: Handwörterbuch zur deutschen Rechtsgeschichte, Sp. 685–686.
- Eisenacher Rechtsbuch. In: Handwörterbuch zur deutschen Rechtsgeschichte. Sp. 914–915.